# Île de la Tortue
Die Île de la Tortue (haitianisch-kreolisch: Latòti; deutsch „Schildkröteninsel“) ist eine Insel vor der Nordküste Hispaniolas. Sie gehört zu Haiti und ist nach Gonâve die zweitgrößte Insel des Landes. Sie ist auch unter ihrem spanischen Namen Tortuga bekannt. Die Insel hat circa 30.000 Einwohner.
Im 17. Jahrhundert diente sie insbesondere Piraten und Bukanieren als Stützpunkt.

## Geographie
Die Insel ist von der Nordküste der Nordwesthalbinsel von Hispaniola (Presqu'île du Nord Ouest) durch den an der engsten Stelle 6,8 km breiten Canal de la Tortue getrennt. Sie erstreckt sich über 37,4 km in ost-westlicher Richtung, und ist maximal 6,7 km breit. Der nördlichste Punkt der Insel, Pointe Tête de Chien, ist gleichzeitig der nördlichste Punkt der Republik Haiti.

## Verwaltung
Die Île de la Tortue bildet eine gleichnamige Gemeinde (commune) im Arrondissement Port-de-Paix des Departements Nord-Ouest von Haiti. Sie wird in zwei sections communales untergliedert, Pointe des Oiseaux (Osten) und Mare Rouge (Westen). Die Gemeindeverwaltung hat ihren Sitz im Ort Les Palmistes im Osten der Insel.

## Umwelt
Tortuga war berühmt für seine Mahagoni-Bäume (Swietenia mahagoni) lokal acajou-a-planches genannt.

## Geschichte
Als erste Europäer besuchten Christoph Kolumbus und die Besatzungen der Schiffe seiner Expedition im Jahre 1492 die Insel. Wegen dem Fang einer großen Meeresschildkröte vor der Küste wurde die Insel zeitgenössischen Berichten zufolge Tortuga (spanisch: Schildkröte) genannt. Nach Latimer erhielt die Insel ihren Namen, weil sie die Form einer Schildkröte hatte.
Kolumbus beschrieb Tortuga und Hispaniola als dicht besiedelt und gänzlich ackerbaulich genutzt, "wie die Umgebung von Cordoba". Die Tainos wurden zu einem unbekannten Zeitpunkt ausgerottet oder als Sklaven verschleppt.
Zu einem unbekannten Zeitpunkt wurden auf der Insel Schweine und Rinder ausgesetzt, die sich schnell vermehrten. Bukanier von der Nordwestküste Haitis scheinen an der Südküste Tortugas angeblich in den 1620er Jahren eine Handelsstation eingerichtet zu haben, wo sie Trockenfleisch gegen Pulver und Rum eintauschten, meist von holländischen Schiffen.
1629 eroberte ein spanisches Geschwader unter Admiral Fadrique Álvarez de Toledo y Mendoza die Inseln St. Kitts und Nevis im Rahmen des Englisch-Spanischen Krieges (1625 bis 1630) und plünderte sie. Viele Überlebenden flohen nach Tortuga, darunter 80 Franzosen, viele davon Hugenotten und über 100 Engländer unter dem Kommando von Anthony Hilton, dem ehemaligen englischen Gouverneur der Insel Nevis. Sie schlossen einen Vertrag über Aufteilung der Insel. Die Siedler bauten vor allem Tabak an und fällten Farbhölzer, um sie an vorbeikommende europäische Schiffe zum Export nach Europa zu verkaufen. Ein französischer Kapitän namens Baradel, der Farbhölzer lud, ließ verschleppte Afrikaner zurück, welche die Siedler versklavten und zwangen, auf den Plantagen zu arbeiten, die sie entlang der Küste anlegten.
1631 wandte sich Hilton an die 1630 neu gegründete Providence Company, eine private Kolonialgesellschaft, die auf den Inseln Providence  und Henrietta (Sant Andreas) südlich von Haiti eine Kolonie angelegt hatte. Er und 150 andere Plantagenbesitzer erbaten den Beistand und Schutz der Gesellschaft für die Ansiedlung auf Tortuga. Die Gesellschaft erreichte von Karl I. (England) eine Erweiterung ihrer Charta und kam dem Ansinnen nach. Sie lieferte sechs Geschütze und Munition. Hilton und sechs andere Engländer wurden in den Rat der Gesellschaft aufgenommen. Damit hatten die Siedler auf Tortuga, nun Association Island genannt, den Schutz der englischen Krone, der freilich rein hypothetisch blieb. Die Siedler blieben im Besitz ihrer Plantagen, sollen aber 20 % des Ertrags an die Gesellschaft abführen. Sie durften nur mit Schiffen der Gesellschaft Handel treiben, die ihren Tabak durch Agenten in England verkaufen würde, und die Gesellschaft hatte ein Monopol auf den Holzeinschlag. Neu freigelassene Schuldknechte hatten die Hälfte ihres Ertrages an die Gesellschaft abzuführen. Da die Gesellschaft es nie schaffte, eine ausreichende Menge von Schuldknechten auch nur für Providence anzuwerben und Tortuga eine geringe Priorität besaß, war diese Bedingung freilich rein hypothetisch. Statt dessen kauften die Händler der Gesellschaft Sklaven auf Tortuga auf und brachten sie nach Providence. Die Gesellschaft warf nie Profit ab, sie konnte und wollte größere Ausgaben für die Verteidigung von Tortuga nicht leisten.
Im Nachhinein scheint es, als habe keine der Parteien beabsichtigt, sich an die Vereinbarung zu halten. Es blieb bei den sechs Kanonen, während die Kolonisten auf Association Island weiter mit allen vorbeifahrenden Schiffen Handel trieben. 1632 kaufte Hilton 40 Sklaven von einem holländischen Schiff, damit sie Land rodeten und mehr Tabak anbauten. Die Siedler ergänzten ihren Lebensunterhalt durch Piraterie.
Im Dezember 1634 entsandte der spanische Gouverner von Santo Domingo, Ruy Fernández de Fuenmayor mit 250 Mann, um die illegalen Siedler zu vertreiben. Mit Unterstützung von John de Burgh, der die Insel aus der Zeit seiner Knechtschaft gut kannte, konnten sie nach fünftägigen Kämpfen die undisziplierten 400 Engländer mit ihren sechs Kanonen besiegen. Viele Engländer entkamen nachts mit ihrem Hab und Gut in Kanus nach Santo Domingo, andere flohen nach Providence. 195 Engländer wurden getötet, 39 gefangen genommen. Die Gefangenen wurden als Sklaven zum Festungsbau in Hispaniola eingesetzt. Die spanischen Truppen verbrannten die Pflanzungen, Häuser und Vorräte an Brasilholz. Viele Sklaven konnten in die Berge entkommen. Da die Spanier keine Garnison installierten, ließen sich bald wieder Siedler auf der Insel nieder. Allerdings brachen in der Mitte der 1630er Jahre die Tabakpreise wegen Überangebot zusammen, sodass Plantagen weniger rentabel wurden. Eine Reihe von Abgesandten der Providence Company versuchte, die Kontrolle über die Insel zu erlangen, aber ohne Erfolg.
1635 wurde mit Unterstützung Richelieus die Compagnie des Isles de l’Amérique gegründet. Sie sollte die Macht Frankreichs vergrößern und den katholischen Glauben verbreiten, was die Hugenotten mit Sorge sahen.
Phillippe de Longvilliers de Poincy, Gouverneur von St. Kitts, sandte 1640 Jean le Vasseur († 1653), einen französischen Hugenotten, der seit 1625 auf der Insel ansässig war, mit 49 anderen Hugenotten nach Tortuga. Diese sondierten zuerst von Port-á-Margot an der Nordküste von Hispaniola aus drei Monate gründlich die Lage und warben hier 40-50 Bukanier an. Danach stattete er Roger Flood dem englischen Gouverneur von Tortuga Ende August einen Besuch ab. Er beschuldigte ihn, eine von de Poincys Barken ohne Grund beschlagnahmt zu haben und ließ ihn festnehmen. Die restlichen Engländer flohen zunächst nach Hispaniola. Als sie zurückkehrten, hatten sich Le Vasseur und seine Männer bereits gut verschanzt. Nach zehntägiger vergeblicher Belagerung willigten die Engländer ein, die Insel zu verlassen. Sie segelten mit ihren Besitztümern nach Providence und ließen drei kleinere Geschütze zurück. La Vasseur und de Poincy schlossen am 2. November 1641 eine Vereinbarung ab, die freie Religionsausübung garantierte. Ferner sollte der Gewinn aus der Ausbeutung der Insel zu 10 % an die Krone gehen, 45 % an die Compagnie des îles de l’Amérique und die restlichen 45 % zwischen Levasseur, de Poincy und ihren Offizieren geteilt werden.
Le Vasseur ließ Fort-de-la-Roche (auch La Roca oder Fort Vasseur), "das Taubenhaus" auf dem höchsten Berg im Süden der Insel erbauen und den Hafen mit Kanonen ausstatten. Das Fort ist gut dokumentiert und durch archäologische Ausgrabungen untersucht. Es lag freilich zu weit entfernt von der Küste, um den Hafen effektiv zu schützen. 1643 trotzte die Festung einem spanischen Angriff.

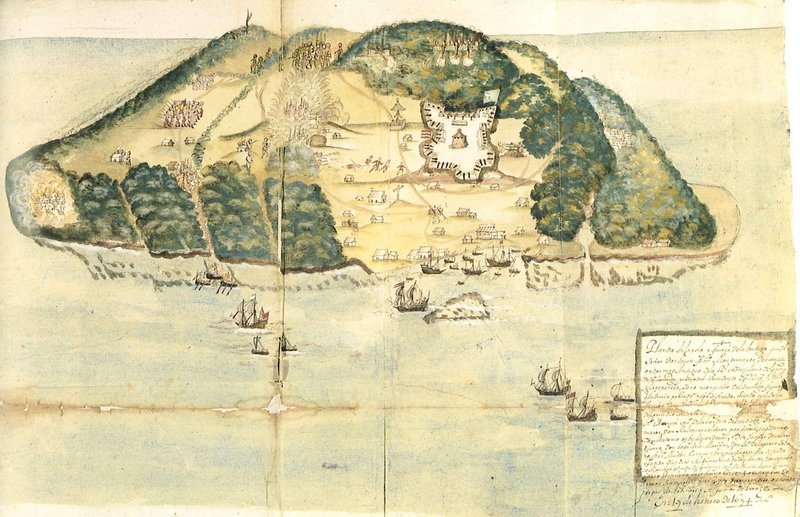
Darstellung der Île de la Tortue aus dem 17. Jahrhundert

Tortuga wurde so 1640 offiziell französische Kolonie, Rella spricht freilich von einer Hugenottenrepublik. Le Vasseur war deren Herrscher, und er scheint die katholische Kirche aktiv verfolgt zu haben. Inwieweit zahlreiche Schauermärchen, die vor allem von Jesuiten verbreitet wurden, auf Tatsachen beruhen, ist schwer zu beurteilen.
Tortuga erlebte zwischen den Jahren 1640 und 1670 seine freibeuterische Blütezeit und war beliebter Anlaufpunkt von Piraten und Umschlagplatz von Schmuggelgut und Beute der gekaperten Schiffe.
1662 waren auf Tortuga fünf Freibeuter mit über 350 Männern Besatzung ansässig.
Als um das Jahr 1670 die Ära der Piraterie hier langsam zu Ende ging, wandten sich die Inselbewohner vor allem dem Handel mit Holz zu und sorgten damit für die Entwaldung der Insel. Frankreich und Spanien verständigten sich im Vertrag von Regensburg 1684 darauf, die Piraterie und Freibeuterei zu beenden. Damit war die Verbindung der Île de la Tortue mit der Piraterie weitgehend überwunden.

## Rezeption
- Im Ton-Steine-Scherben-Hörspiel Teufel hast du Wind (1976) wird Tortuga mehrere Male als Pirateninsel erwähnt.
- Die deutsche Heavy-Metal-Band Running Wild veröffentlichte mit ihrem 1989 erschienenen Album Death or Glory das Lied Tortuga Bay, welches die Piraterie als Thema aufgreift.
- In dem US-amerikanischen Film Windy City (1984) wird Tortuga ebenfalls erwähnt und zieht sich als Ziel aller Jugendträume durch die gesamte Handlung.
- Im Computerspiel Sid Meier’s Pirates! (1987) ist Tortuga ein Anlaufpunkt.
- Im Computerspiel The Secret of Monkey Island (1990) wird Tortuga neben Antigua, Barbados, Jamaika, Montserrat, Nebraska und St. Kitts genannt.
- Tortuga ist in den Filmen Fluch der Karibik (2003) und Fluch der Karibik 2 (2005) eine beliebte Pirateninsel.
- In der Wellenläufer-Trilogie (2003) von Kai Meyer spielt Tortuga als Piratentreffpunkt eine wichtige Rolle.
- In der Comic-Reihe Der Rote Korsar beschäftigt sich die Ausgabe Freiheit für Tortuga (1995) mit der Insel.
- Tortuga ist Anlaufpunkt im Videospiel Assassin’s Creed IV: Black Flag (2013).
- In der Kinderbuch-Reihe Laden der Träume von Dirk Ahner beschäftigt sich Band 1 Das Gold der Piraten (2013) mit der Insel Tortuga.
- 2017 brachte die deutsche Band Mr. Hurley & Die Pulveraffen ein Album mit dem Namen Tortuga heraus.
- 2020 veröffentlichte die schottische Folk-Metal-Band Alestorm ein Lied mit dem Titel Tortuga und ein zugehöriges Musikvideo.

## Persönlichkeiten
- Alexandre Olivier Exquemelin (um 1645–um 1707), Pirat und Autor
- Pierre le Grand, Pirat
- François l’Ollonais (um 1635–1667), Pirat